# Rheintochter
El Rheintochter fue un misil SAM (Surface to Air Missile, misil superficie-aire, antiaéreo) alemán desarrollado durante la Segunda Guerra Mundial.

## Historia

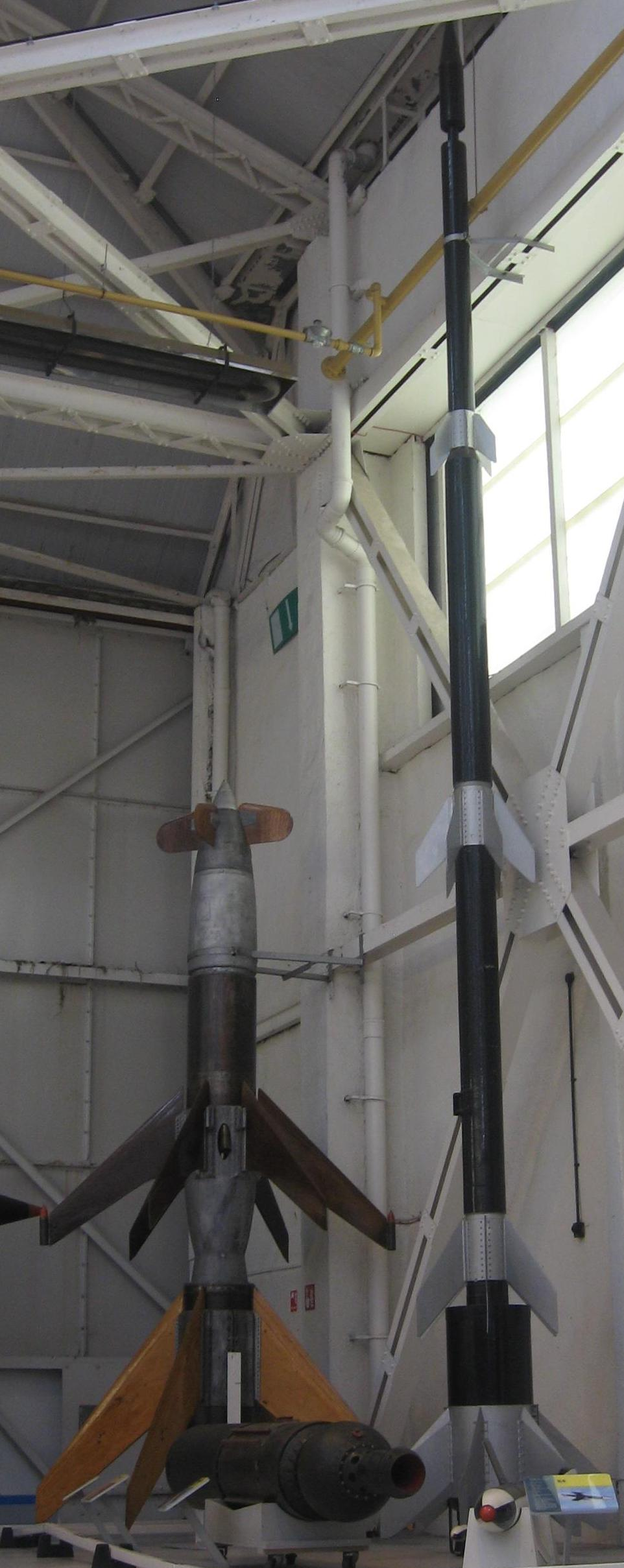
Un misil Rheinbote (a la derecha) y un Rheintochter (izquierda).

Su nombre proviene de las míticas Rheintöchter de la ópera Der Ring des Nibelungen de Richard Wagner.

## Evolución del diseño
El Rheintochter fue ordenado en noviembre de 1942 por el ejército del Tercer Reich. Los disparos de prueba comenzaron en agosto de 1943 y se realizaron 82 disparos. También se desarrolló una versión lanzada desde plataformas aéreas, es decir, un misil AAM (Air to Air Missile, misil aire-aire).
El proyecto fue cancelado el 6 de febrero de 1945. Un ejemplar de misil esta en exposición en el Museo de Tecnología Alemán, situado en Münich.

## Variantes
La versión inicial, denominada R1, estaba propulsada por un motor cohete de combustible sólido de dos etapas. Debido a que el R1 no era capaz de alcanzar grandes alturas, fue desarrollado R3, que estaba impulsado por un motor cohete de combustible líquido y por impulsores de combustible sólido. 